# Liste des monuments historiques de Pont-l'Évêque (Calvados)
Ce tableau présente la liste de tous les monuments historiques classés ou inscrits dans la ville de Pont-l'Évêque, Calvados, en France.

## Liste
| Monument                           | Adresse                    | Coordonnées                      | Notice         | Protection | Date      | Illustration                       |
| ---------------------------------- | -------------------------- | -------------------------------- | -------------- | ---------- | --------- | ---------------------------------- |
| Couvent des Dominicaines de l'Isle |                            | 49° 17′ 07″ nord, 0° 10′ 58″ est | « PA00111603 » | Inscrit    | 1927      | Couvent des Dominicaines de l'Isle |
| Église Saint-Melaine               | Rue Saint-Melaine          | 49° 17′ 31″ nord, 0° 11′ 22″ est | « PA00111604 » | Inscrit    | 1930      | Église Saint-Melaine               |
| Église Saint-Michel                | Place de l'Église          | 49° 17′ 11″ nord, 0° 11′ 05″ est | « PA00111605 » | Classé     | 2008      | Église Saint-Michel                |
| Hôtel Montpensier                  | 38 rue Saint-Michel        | 49° 17′ 07″ nord, 0° 11′ 06″ est | « PA00111607 » | Inscrit    | 1926      | Hôtel Montpensier                  |
| Hôtel de ville                     |                            | 49° 17′ 06″ nord, 0° 11′ 00″ est | « PA00111606 » | Inscrit    | 1926      | Hôtel de ville                     |
| Maison                             | 63 rue Saint-Michel        | 49° 17′ 06″ nord, 0° 10′ 59″ est | « PA00111610 » | Inscrit    | 1931      | Maison                             |
| Maison                             | 67 rue Saint-Michel        | 49° 17′ 05″ nord, 0° 10′ 56″ est | « PA00111615 » | Inscrit    | 1930 2004 | Maison                             |
| Maison                             | 59 rue de Vaucelle         | 49° 16′ 58″ nord, 0° 10′ 48″ est | « PA00111616 » | Inscrit    | 1930      | Maison                             |
| Maison à pans de bois              | 60 rue Saint-Michel        | 49° 17′ 06″ nord, 0° 10′ 59″ est | « PA00111608 » | Inscrit    | 1930      | Maison à pans de bois              |
| Maison à pans de bois              | 64, 66 rue Saint-Michel    | 49° 17′ 05″ nord, 0° 10′ 58″ est | « PA00111609 » | Inscrit    | 1952      | Maison à pans de bois              |
| Maison à pans de bois              | 65 rue Saint-Michel        | 49° 17′ 05″ nord, 0° 10′ 57″ est | « PA00111611 » | Inscrit    | 1952      | Maison à pans de bois              |
| Maison à pans de bois              | 69 rue Saint-Michel        | 49° 17′ 05″ nord, 0° 10′ 56″ est | « PA00111612 » | Inscrit    | 1952      | Maison à pans de bois              |
| Maison à pans de bois              | 71 rue Saint-Michel        | 49° 17′ 05″ nord, 0° 10′ 56″ est | « PA00111613 » | Inscrit    | 1952      | Maison à pans de bois              |
| Maison à pans de bois              | 73 rue Saint-Michel        | 49° 17′ 05″ nord, 0° 10′ 55″ est | « PA00111614 » | Inscrit    | 1952      | Maison à pans de bois              |
| Prison                             | Rue Eugène-Pian            | 49° 17′ 08″ nord, 0° 10′ 56″ est | « PA14000006 » | Inscrit    | 1997      | Prison                             |
| Siège de la vicomté d'Auge         | Place du Palais-de-Justice | 49° 17′ 07″ nord, 0° 10′ 55″ est | « PA00111617 » | Inscrit    | 1971      | Image manquante Téléverser         |
| Tribunal                           | Place du Palais-de-Justice | 49° 17′ 07″ nord, 0° 10′ 57″ est | « PA14000007 » | Inscrit    | 1997      | Tribunal                           |